# Opava
Opava (njemački: Troppau, šleski: Uopawa, donjošleski:Tropp, poljski Opawa, latinski: Oppavia) je grad u sjeveroistočnoj Češkoj u Moravsko-šleskoj pokrajini.

## Zemljopis
Opava se nalazi na Opavskim brdima (češki: Opavská pahorkatina, dio Šleske nizine) na rijeci Opavi (lijeva pritoka rijeke Odre) i Moravici (desna pritoka rijeke Opave).

## Povijest
Opava se prvi put spominje u dokumentu iz 1195. godine, a gradska prava dobio je 1224. Bio je glavni grad Šleske, Bohemije i konačno austrijskog Vojvodstva Opava.
Godine 1614. Karlo I., knez Lihtenštajna postao je vojvoda od Opave. Nakon što je većina Šleske pripojena Kraljevini Pruskoj tijekom Austrijskog nasljednog rata nakon 1740., preostali dio šleskog teritorija koji je još uvijek bio pod kontrolom Habsburške Monarhije postaje poznat kao Austrijska Šleska, sa sjedištem u Troppau (1742. – 1918.). Kongres u Troppau održan je od 27. listopada do 17. prosinca 1820.
Prema austrijskom popisu stanovništva iz 1910. godine, grad je imao 30.762 stanovnika, od kojih je 29.587 imalo prebivalište u gradu. Na popisu se izjašnjavalo prema materinjem jeziku, tako je 27.240 (92%) bilo govornika njemačkog jezika, 2.039 (6,9%) češkog i 274 (0,9%) poljskog. Židovi se nisu mogli izjasniti da im je jidiš materinji jezik, te ih se većina izjasnila da im je njemački maternji jezik. Glavna vjerska skupina bili su rimokatolici s 28.379 (92,2%) stanovnika,  zatim slijede protestanti s 1.155 (3,7%) i Židovi s 1.112 (3,6%).
Nakon poraza Austro-Ugarske u Prvom svjetskom ratu, Troppau je postao dio Čehoslovačke 1919. godine kao Opava.
Od 1938. do 1945. Opava je bila dio nacističke Njemačke prema Münchenskom sporazumu. Već dan prije njemačke aneksije Sudeta 1938., grad je odcijepljen od svojeg okresa te je postao vlastiti Stadtkreis. Nakon završetka Drugog svjetskog rata cijelo njemačko stanovništvo Opave je nasilno protjerano, a grad je naseljen Česima. Mnogi od protjeranih Nijemaca naselili su Bamberg.
Iako je Vojvodstvo Opava prestalo postojati, naslov vojvode od Troppau živi i danas, Ivan Adam II., knez Lihtenštajna nosi titulu vojvode od Troppaua.

## Ekonomija i kultura
Opava je trenutno važan poslovni i kulturni centar Šleske. Dom je nekoliko ekonomskih i kulturnih ustanova koje služe cijeloj regiji, uključujući Šleski muzej koji je najstariji muzej u Češkoj,  te Šlesku akademiju znanosti. Opava je dom jedinom javnom sveučilištu u zemlji koji se ne nalazi u regionalnoj prijestolnici. Gradska industrijska zona nalazi se uz rijeku Ostravu. Šlesko kazalište u Opavu osnovano je 1805. godine, a predstave su prikazivane na njemačkom jeziku do kraja Drugog svjetskog rata.

## Gradovi prijatelji
- Zabrze, Poljska

## Poznate osobe
- Joy Adamson, prirodoslovac
- Franz Bardon, mađioničar
- Petr Bezruč, pjesnik
- Eduard von Böhm-Ermolli, austrijski feldmaršal
- Helmut Niedermeyer, austrijski poduzetnik
- Martin iz Opava, povjesničar i svećenik
- Joseph Maria Olbrich, arhitekt
- Zuzana Ondrášková, tenisačica
- Johann Palisa, astronom
- Boris Rösner, glumac
- Bohdan Sláma, filmski redatelj
- Pavel Složil, tenisačica
- Josef Gebauer, povjesničar

## Vanjske poveznice
- Službena stranica[neaktivna poveznica] (češ.) (engl.)

### Ostali projekti
|  | Zajednički poslužitelj ima još gradiva o temi Opava |